# 李永泰
李 永泰（り えいたい　朝鮮語読み：リ・ヨンテ、ハングル：리영태）は、中国人民解放軍空軍の軍人。朝鮮族。

## 経歴
1928年11月、吉林省通化県快大茂鎮東安村の貧しい農家に生まれる。小学校3年生の時に、家が火事となり財産を失ったため、学校を退学した。生計を立てるために通化医院で働くことになった。
日本の敗戦後、李永泰の働いていた医院は八路軍に接収される。1945年10月、東北民主連軍に参加。後に遼東軍区衛生部第1兵站医院会計となる。1946年10月、中国共産党に入党。1949年9月、第4野戦軍医院会計だった頃、飛行員の募集に応募。採用されて長春空軍学校預科班に入学。1951年に朝鮮戦争に参加。中国人民志願軍空軍第4師第12団の領航主任、第1大隊長を歴任。F-86を4機撃墜し、空中坦克（空中戦車）と称えられた。北朝鮮政府から第2級自由独立勲章と第3級国旗勲章を授与される。
1955年1月、中南軍区英雄模範大会に出席し、第2級工作模範の称号を授与される。同年3月、第1回空軍英雄模範に当選。以後、航空団長、副師長、師長、副軍長を歴任。1975年、武漢軍区空軍司令員。1978年、第5回全国人民代表大会代表。1982年11月、空軍副司令員。1988年、空軍中将。第7回全国人民代表大会代表。1993年、第8回全国人民代表会議常務委員会委員。1998年、第9回全国人民代表会議常務委員会委員。
中国・チェコ友好小組主席、中国・マレーシア友好小組副主席、中国・韓国友好小組委員、全国人民代表資格審査委員会委員、中華民族団結進歩協会副会長を務めた。
2015年10月5日午後8時40分、北京にて病死。10月9日午前に北京市八宝山殯儀館東礼堂で告別式が行われた。

## 参考
- 中国人民政治协商会议延边朝鲜族自治州委员会文史资料委员会 編 (2009). 中国朝鲜族将军们的风采. 民族出版社
- 空军原副司令员李永泰逝世 抗美援朝击落4架美机（新浪網）
- 探访空军中将李永泰的两次阅兵情缘（人民網）
- 李永泰（中共政治菁英資料庫）